# Eormenred

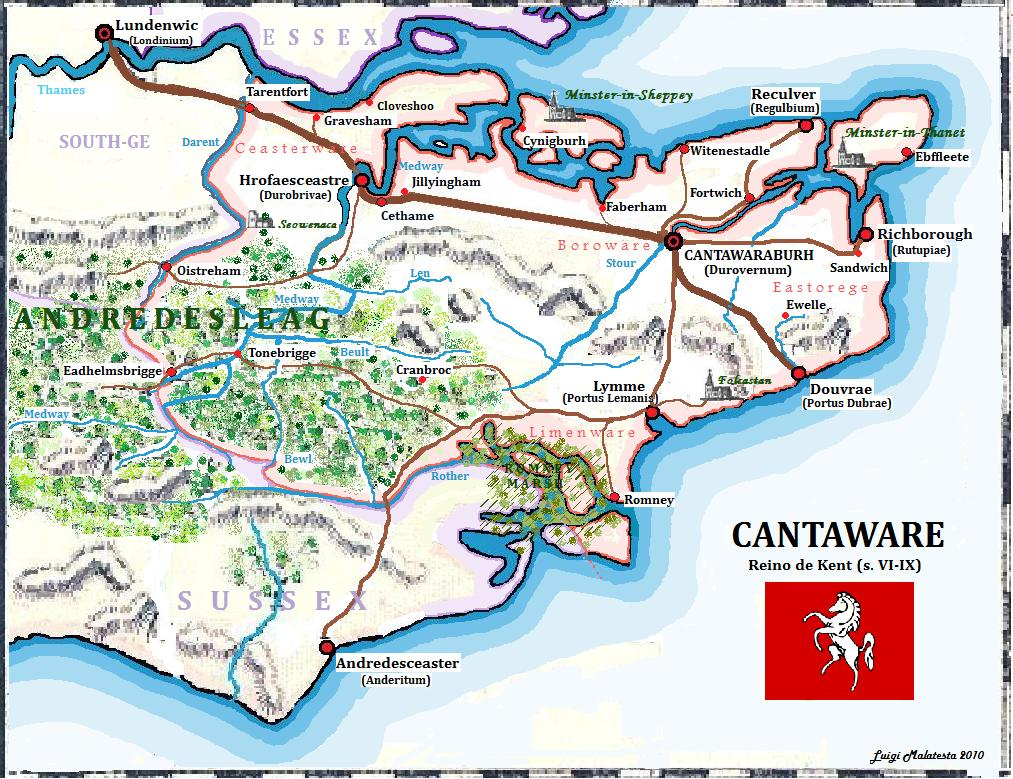
Kent in angelsächsischer Zeit

Eormenred (auch Ermenred, Irminred; † vor 664) war seit spätestens 640 ein König des angelsächsischen Königreiches Kent. Er stammte aus der Dynastie der Oiscingas.

## Leben
Eormenred war ein Sohn des Königs Eadbald und dessen zweiter Frau Emma (auch Æmma oder Ymme), der Tochter eines Frankenkönigs, vielleicht Chlothars II. Einige Historiker gehen davon aus, dass Emma die Tochter Erchinoalds, des fränkischen Hausmeiers in Neustrien, war. Eormenred war mit Oslava verheiratet, mit der er mindestens vier Kinder hatte: die Söhne Æthelred und Æthelberht, sowie die Töchter Eormenburg (auch Domneva, Æbbe, Eafe; ⚭ Merewalh, Unterkönig der Magonsæte) und Eormengyth. Johannes von Worcester, ein Geschichtsschreiber des 12. Jahrhunderts, nannte in seinem Chronicon ex chronicis Æthelthryth als eine weitere Tochter.
Zunächst scheint Eadbald einen sonst unbekannten Æthelwald und später seinen Sohn Eormenred an der Herrschaft beteiligt zu haben. Eadbald starb im Jahr 640 und sein Sohn Earconberht I. folgte ihm, vermutlich gemeinsam mit Eormenred, als König nach. Eormenred scheint vor seinem Bruder Earconberht († 664) gestorben zu sein, unter dessen Schutz seine Söhne Æthelred und Æthelberht aufwuchsen. Eormenreds Söhne wurde auf Veranlassung ihres Vetters, König Ecgberhts (664–673) von Thunor ermordet. Eormenreds Linie war damit aus der Thronfolge ausgeschieden und der innerdynastische Machtkampf fand ein Ende.